# Alberto Valentim
Alberto Valentim do Carmo Neto (Oliveira, 1975. március 22. –) brazil labdarúgó-középpályás.